# Вест-Пойнт (Індіана)
Вест-Пойнт (англ. West Point) — переписна місцевість (CDP) в США, в окрузі Тіппікану штату Індіана. Населення — 318 осіб (2020).

## Географія
Вест-Пойнт розташований за координатами 40°20′28″ пн. ш. 87°2′36″ зх. д. / 40.34111° пн. ш. 87.04333° зх. д. (40.341231, -87.043236).  За даними Бюро перепису населення США в 2010 році переписна місцевість мала площу 12,58 км², уся площа — суходіл.

## Демографія
Згідно з переписом 2010 року, у переписній місцевості мешкали 594 особи в 215 домогосподарствах у складі 170 родин. Густота населення становила 47 осіб/км².  Було 229 помешкань (18/км²).
Расовий склад населення:
| - 98,8 % — білих - 0,2 % — чорних або афроамериканців |

До двох чи більше рас належало 1,0 %. Частка іспаномовних становила 2,5 % від усіх жителів.
За віковим діапазоном населення розподілялося таким чином: 24,7 % — особи молодші 18 років, 63,7 % — особи у віці 18—64 років, 11,6 % — особи у віці 65 років та старші. Медіана віку мешканця становила 38,5 року. На 100 осіб жіночої статі у переписній місцевості припадало 105,5 чоловіків;  на 100 жінок у віці від 18 років та старших — 101,4 чоловіків також старших 18 років.
За межею бідності перебувало 9,9 % осіб, у тому числі 7,1 % дітей у віці до 18 років та 0,0 % осіб у віці 65 років та старших.
Цивільне працевлаштоване населення становило 234 особи. Основні галузі зайнятості: освіта, охорона здоров'я та соціальна допомога — 42,7 %, будівництво — 34,6 %, виробництво — 9,0 %, роздрібна торгівля — 7,7 %.